# Jelen (hetilap)
A Jelen egy 2020-ban indult magyarországi közéleti, politikai-gazdaságpolitikai hetilap. Munkatársainak többsége korábban a 168 Óránál, illetve a Népszabadságnál dolgozott. Online változata fizetési falat alkalmaz. A lapot három újságíró, Lakner Zoltán, Krajczár Gyula és Tóth Ákos alapították, miután a szerkesztőségben kialakult ellentétek miatt 2019-ben mindhárman távoztak a 168 Órától. A lap nyomtatott változata utoljára 2024. június 14-én jelenik meg, online lapként működik tovább, de ígéretük szerint olykor-olykor még lesznek eseti nyomtatott kiadványaik is. A nyomtatott változat megszűnését a magas nyomdai árakkal magyarázták.

## Munkatársak
- Főszerkesztő: Lakner Zoltán
- Főszerkesztő-helyettes: Krajczár Gyula
- Főmunkatárs: Tóth Ákos
- Újságírók: Angyal Gábor, Láng Zsuzsa, Ónody-Molnár Dóra, Szabó Brigitta, Tamás Ervin
- Művészeti vezető: Hajdu Gábor
- Tördelő-szerkesztő: Harkai Gyula, Kozák Gábor
- Felelős kiadó: Tóth Ákos
- Vezérigazgató: Borbás Gábor[9]